# Lachdorf

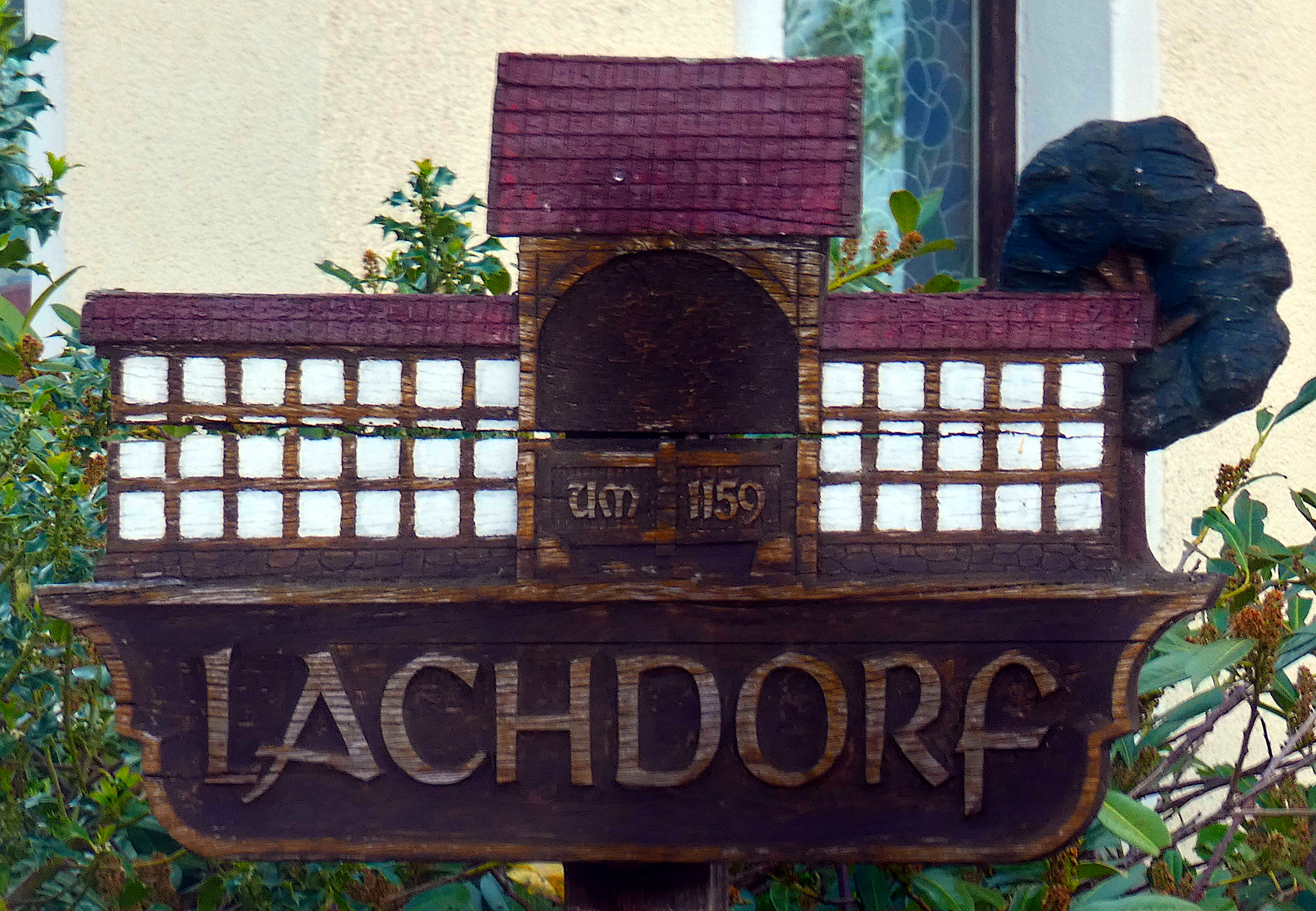
Schild in Lachdorf

Lachdorf ist ein ehemaliges Dorf und heute ein Teil von Feggendorf, einem Ortsteil des Fleckens Lauenau in der Samtgemeinde Rodenberg im Landkreis Schaumburg in Niedersachsen.

## Ortsname
Die älteste erhaltene Erwähnung des Ortes stammt aus dem Jahr 1153.
Es ist eine Auflistung der Besitzungen, die der Edle „Mirabilis“ von Broke dem Kloster Minden schenkte.
Der Ortsname ist vermutlich von „Lache“, in der Bedeutung Pfütze, abgeleitet. Er dürfte sich auf eine Lage in einer feuchten Gegend bezogen haben.
Der Name ist überliefert in Abwandlungen wie Lacthorpe (1153), Lachtorpe (1167, 1406), Lagtorf (1233) und Lagtorpe (1233).
Im Jahr 1417 werden Feggendorf und Lachdorf erstmals gemeinsam genannt.
Etwa seit 1600 war Lachdorf ein Teil des Ortes Feggendorf.

## Beschreibung
Lachdorf war eine Siedlung am Schlierbach, etwa 500 Meter östlich des bachabwärts gelegenen damaligen Nachbarortes Feggendorf.
Die 1782 erstellte Karte der Kurhannoverschen Landesaufnahme zeigt Lachdorf und Feggendorf als zwei getrennte Dorfkerne, nennt aber nur den Namen Feggendorf.
Der 1831 begonnene Steinkohlebergbau im Deister führte bis 1900 zu einer Verdoppelung der Einwohnerzahl von Feggendorf. Neue Gebäude wurden vor allem zwischen den beiden Dorfkernen und in Richtung Deisterrand gebaut.
Der Name Lachdorf ist als Bezeichnung einer von mehreren Baudenkmalen gesäumten Straße im Osten von Feggendorf erhalten.

Baudenkmale in Lachdorf (Auswahl)
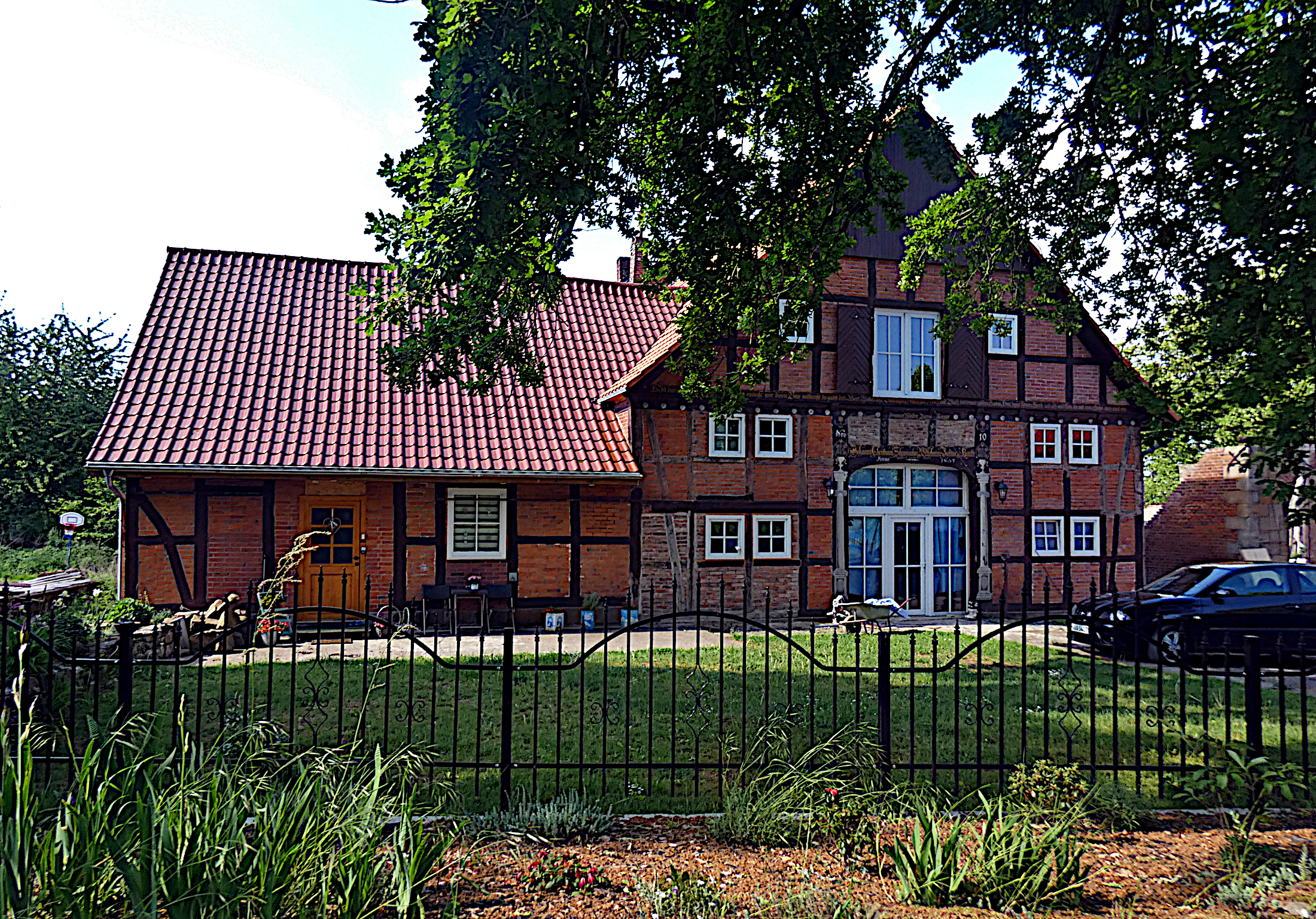
Lachdorf 10
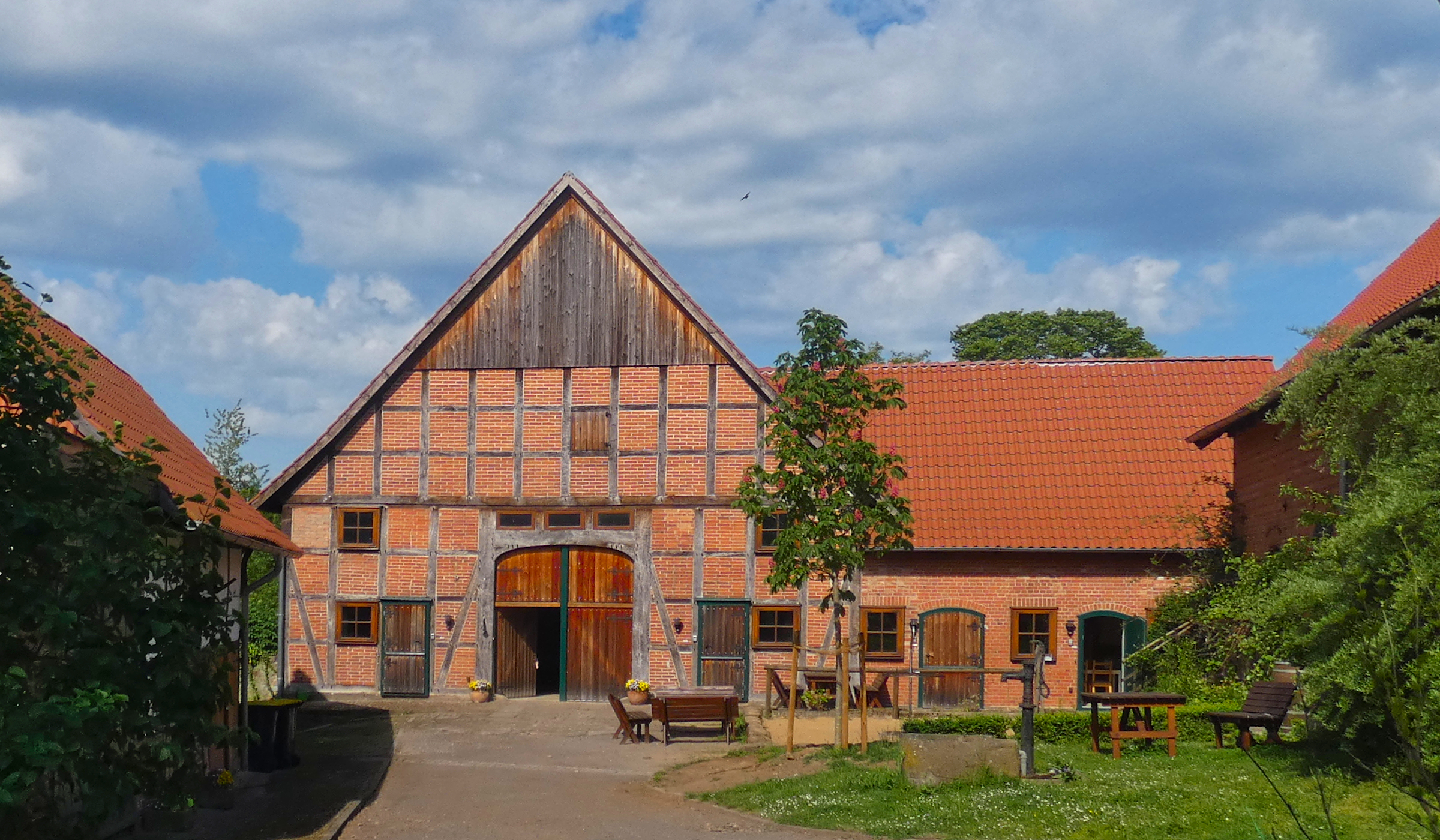
Lachdorf 4
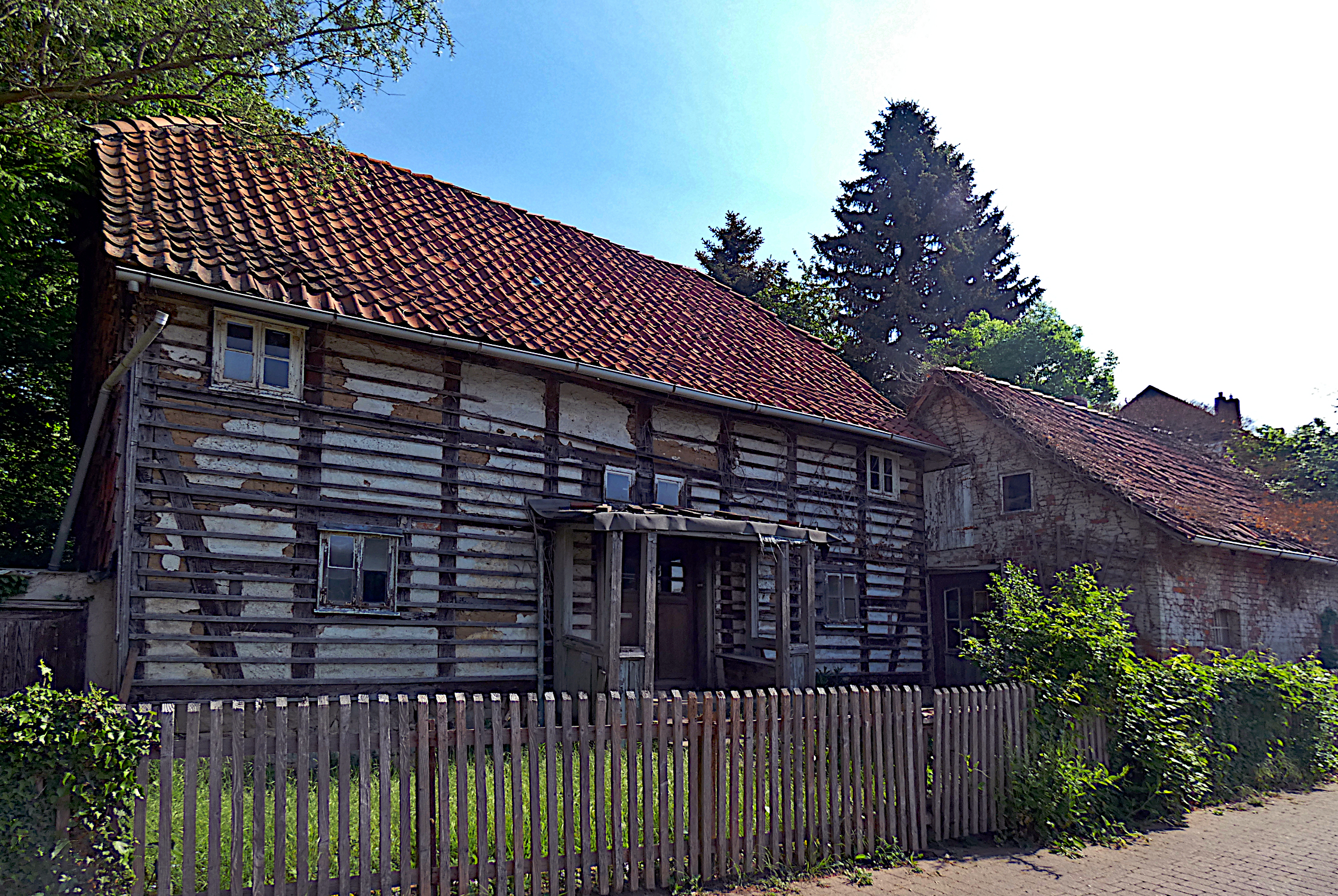
Lachdorf 5